# Stijn Stijnen

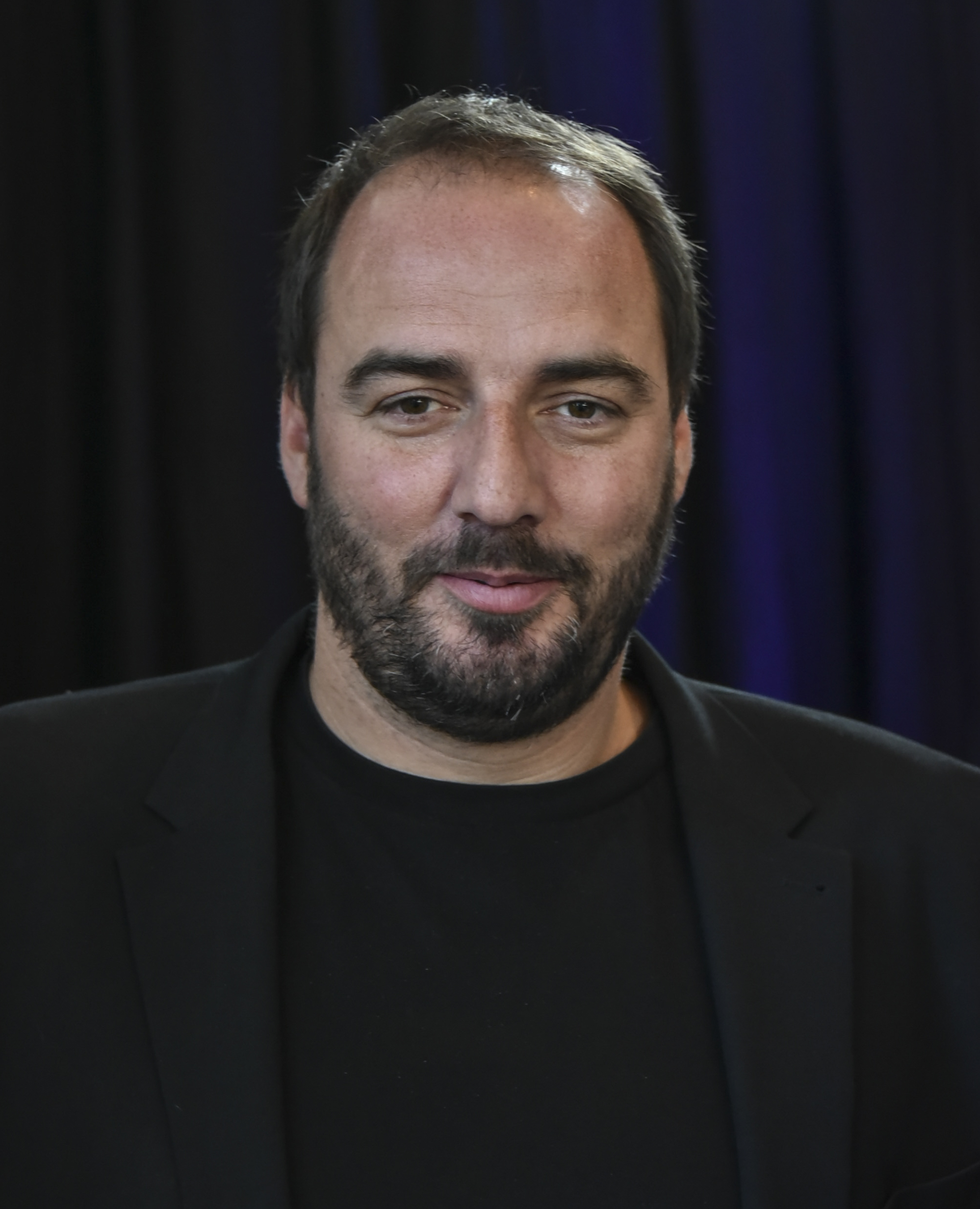
Stijn Stijnen op 26 mei 2023, na het behalen van de kampioenstitel bij Patro Eisden Maasmechelen

Stijn Stijnen (Hasselt, 7 april 1981) is een Belgisch voetbaltrainer en voormalig voetballer. Hij was vijf jaar lang eerste doelman bij Club Brugge, totdat zijn contract verbroken werd na een internetschandaal. Tussen 2011 en 2013 stond hij tussen de palen bij Beerschot AC.
Stijnen kwam tussen 2006 en 2009 ook 30 keer uit voor de Rode Duivels. Hij was enkele jaren de nummer 1, maar stelde zich na de komst van bondscoach Dick Advocaat niet meer beschikbaar voor de nationale ploeg.
Sinds het seizoen 2018-2019 is hij trainer bij Patro Eisden Maasmechelen. Met die club werd hij kampioen in de seizoenen 2018-2019 en 2022-2023.

## Clubcarrière

### Jeugd
Stijn Stijnen, zoon van gewezen voetballer Jean-Pierre Stijnen, startte zijn voetbalcarrière bij het bescheiden Runkst VV. Op 12-jarige leeftijd verhuisde hij naar KSC Hasselt, waar hij in 1999/00 meermaals gescout werd door Hans Galjé, gewezen doelman en toenmalig jeugdcoördinator van Club Brugge. In maart 2000 tekende de 18-jarige Limburger bij blauw-zwart een contract voor vijf seizoenen.

### Club Brugge

#### Beginjaren
In oktober 2000 had doelman Philippe Vande Walle een punt achter zijn carrière gezet. Hij verliet Club Brugge en ging als keeperstrainer aan de slag bij AA Gent. Hierdoor kwam er voor Stijnen een plaats vrij in de A-kern. Hij werd in het team van trainer Trond Sollied derde doelman na vaste waarde Dany Verlinden en nieuwkomer Dejan Nemec. In zijn eerste twee seizoenen, waarin hij niet in actie kwam, veroverde Club Brugge telkens de beker.
Tijdens het seizoen 2002/03 schoof hij een plaats op in de pikorde. Stijnen werd de doublure van Verlinden en maakte op 3 augustus 2002 zijn officieel debuut in de supercupwedstrijd tegen KRC Genk. Op 18 april 2003 debuteerde hij in eerste klasse. Hij mocht toen opnieuw het doel verdedigen in de topper tegen Genk. Club won de wedstrijd met 0-3. Blauw-zwart sloot het seizoen af als kampioen.
Toen in 2003 de Kroatische keeper Tomislav Butina als opvolger van Verlinden werd binnengehaald, werd Stijnen opnieuw derde doelman. Na het vertrek van Verlinden in 2004 werd Stijnen de doublure van Butina, met Glenn Verbauwhede als derde doelman.

#### Doorbraak
In het seizoen 2005/06 brak Stijnen volledig door. Na een blessure van Butina plaatste trainer Jan Ceulemans hem onder de lat. De Limburger toonde zich een gedreven keeper met uitstekende reflexen. Vooral zijn sterke prestatie in de Champions League tegen Juventus leverde hem veel lof op.
In de zomer van 2006 vertrok Butina naar Olympiakos Piraeus en werd Stijnen de nieuwe nummer 1 van Club Brugge. In zijn eerste seizoen als titularis veroverde hij opnieuw de beker. In 2007 werd Jacky Mathijssen aangesteld als nieuwe coach van blauw-zwart. Onder de Limburgse trainer groeide Stijnen, inmiddels ook international, uit tot een publiekslieveling. In mei 2008 kreeg Stijnen een zware klap te verwerken. Zijn vriend en ploegmaat François Sterchele kwam na een auto-ongeluk om het leven. De dood van de gewezen topschutter was zowel op menselijk als sportief vlak een groot verlies. In de daaropvolgende maanden werd Stijnen gelinkt aan onder meer PSV en Roebin Kazan.
Aan het begin van het seizoen 2009/10 kreeg Stijnen, die in interviews nooit een blad voor de mond nam, de aanvoerdersband. Het was het begin van een moeilijke periode voor Club Brugge. Het elftal presteerde onder Adrie Koster met wisselend succes en ook in de bestuurskamer rommelde het. Ook Stijnen zelf wisselde hoogtes met laagtes af. Na de winterstop speelde Stijnen een uitstekende wedstrijd tegen Valencia. Door enkele knappe reddingen zorgde hij ervoor dat de Spanjaarden verlengingen nodig hadden om door te stoten naar de volgende ronde. De Spaanse pers noemde hem achteraf "een tovenaar". Maar in de topper tegen AA Gent in mei 2010 ging de doelman door het lint. Na het laatste fluitsignaal stormde hij op Ivan De Witte af. De voorzitter van Gent had even voordien Karel Geraerts iets toegeroepen, hetgeen volgens Stijnen niet door de beugel kon. Hij pakte De Witte stevig vast en werd weggeleid door stewards. De twee namen enkele dagen later contact op en sloten het incident af.

#### Internetschandaal
Stijnen, die met de nationale ploeg ook al een paar keer in opspraak was gekomen, stond voor het seizoen 2010/11 zijn aanvoerdersband af aan ploeggenoot Carl Hoefkens. Toen hij in de loop van het seizoen uitviel met een blessure, werd de 18-jarige Colin Coosemans eerste doelman. Op 20 februari 2011 werd hij omwille "van herhaaldelijk onprofessioneel gedrag" naar de B-kern verwezen. Enkele uren later onthulde radiojournalist Peter Vandenbempt dat Stijnen naar de B-kern verwezen was omwille van een internetschandaal. Hij had op internetfora van Club Brugge een anonieme campagne tegen zijn concurrenten Colin Coosemans en Geert De Vlieger en de nieuwe bestuursleden Sven Vermant en Henk Mariman gevoerd. De doelman verheerlijkte zichzelf en riep supporters op om spandoeken te maken tegen Coosemans en het bestuur. Hij gebruikte schuilnamen als "Frigo" en "Piop", maar via het IP-adres konden de berichten toch aan hem gelinkt worden.
Diezelfde dag nog namen zijn vriendin en broer de schuld op zich. Ze beweerden dat ze met hun tweetjes achter de berichten zaten en dat Stijnen zelf er niet van op de hoogte was. Niet iedereen geloofde dit. Ze noemden de berichten een vorm van vrije meningsuiting en een gevolg van de zware kritiek die Stijnen te verduren kreeg.
De positie van Stijnen bij Club Brugge was onhoudbaar geworden en dus werd hij door het bestuur ontslagen. De club betaalde hem nog wel twee jaar uit, goed voor zo'n 1 miljoen euro.

### Beerschot
Na zijn vertrek bij Club Brugge liet hij zich bijstaan door gewezen doelman Theo Custers. De twee trainden samen om Stijnens conditie op peil te houden. Na verloop van tijd kregen ze ook het gezelschap van Glenn Verbauwhede, Stijnens vroegere ploegmaat die ook zonder club zat. In juli 2011 was er even sprake van een transfer naar het Schotse Celtic. Het Laatste Nieuws berichtte toen dat Stijnen geweigerd had om een oefenwedstrijd mee te spelen. Volgens de krant was dat de reden waarom de transfer naar Celtic niet zou doorgaan. De doelman ontkende dit en dagvaardde de krant.
Op 9 augustus 2011 tekende hij een contract voor vier seizoenen bij Beerschot AC. Op het Kiel werd hij aanvankelijk herenigd met zijn vroegere coach Jacky Mathijssen.

## Nationale ploeg

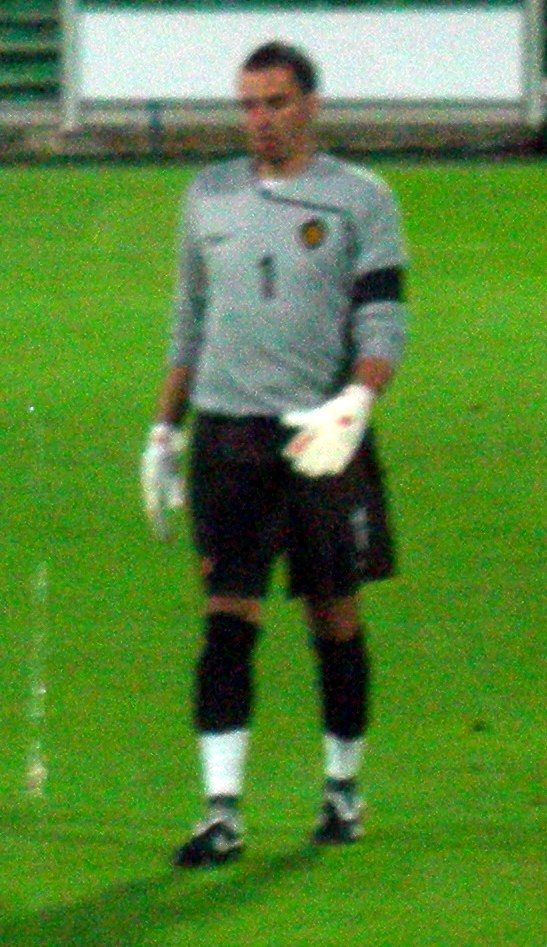
Stijnen bij de Rode Duivels.

Op 11 mei 2006 maakte Stijn Stijnen zijn debuut voor België. Bondscoach René Vandereycken selecteerde de Limburgse keeper toen voor de interland tegen Saoedi-Arabië. Door zijn sterke prestaties bij Club Brugge en door het blessureleed van Silvio Proto werd hij bij de nationale ploeg al snel de nieuwe nummer 1.
In maart 2007 stond er een EK-kwalificatiewedstrijd tegen Portugal op het programma. Stijnen riep voor de wedstrijd in een interview op om stervoetballer Cristiano Ronaldo van het veld te trappen. Bij de Portugese pers en supporters schoten de woorden van de Belgische doelman in het verkeerde keelgat. Achteraf legde de UEFA hem een boete van 3.000 euro op.
Toen de Rode Duivels in een mindere periode zaten, wees Stijnen enkele ploegmaats terecht. Hij noemde ze "een paar individuen die hun tasje van Louis Vuitton waarmee ze naar de match komen belangrijker vinden dan de match zelf". Ook kwam aan het licht dat hij geen goede relatie had met ploegmaat Sébastien Pocognoli. De twee bekritiseerden elkaar in de pers.
Enkele maanden later werd Dick Advocaat aangesteld als nieuwe bondscoach. Die liet in het praatprogramma Extra Time weten dat Stijnen niet per se nummer 1 zou blijven. Wat later stapte de doelman zelf op bij de nationale ploeg. Hij stoorde zich vooral aan de rol van Philippe Collin, voorzitter van de technische commissie van de KBVB en bestuurslid van RSC Anderlecht. Collin handelde volgens de Limburger "in functie van zijn eigen clubbelangen". Gewezen bondscoach Frank Vercauteren trad Stijnen bij.
Ook na zijn afscheid bij de nationale ploeg uitte Stijnen zijn mening over het reilen en zeilen van de Rode Duivels. Zo gaf hij kritiek op Advocaat, toen die vanaf december 2009 zijn taken als bondscoach begon te combineren met een job als clubtrainer bij AZ. Het vertrek van Advocaat noemde Stijnen dan weer "onacceptabel".

## Voorzitters- en trainerscarrière

### Sporting Hasselt
Stijnen voetbalde in de jaren 90 bij de jeugd van KSC Hasselt. In 2001 ging de club een fusie aan met KSK Kermt. De nieuwe fusieclub heette KS Kermt-Hasselt, hetgeen later veranderd werd in KSK Hasselt. Op 20 december 2011 ging de club in vereffening. Een maand later schoot Stijn Stijnen zijn oud-club financieel te hulp. In februari 2012 stelde de club Theo Custers aan als nieuwe coach van Hasselt, Stijnen werd benoemd tot voorzitter van de derdeklasser. Iets meer dan een week later werd Jelle Van Damme benoemd tot sportief raadgever van de club. In november 2015 volgde Bart Casters Stijnen op als Hasselt-voorzitter, de oud-doelman werd in plaats daarvan sportief directeur in plaats van zijn vader Jempi. Hij volgde ook de naar AS Verbroedering Geel vertrokken Vincent Euvrard op als trainer. In februari 2017 werd hij ontslagen bij de club die hij in 2012 mee van de ondergang redde.

### Patro Eisden Maasmechelen
In maart 2018 kondigde Patro Eisden Maasmechelen aan dat Stijnen na het seizoen Guido Brepoels zou opvolgen als trainer. Stijnen overtrof de verwachtingen en werd in zijn eerste seizoen als trainer van Patro meteen kampioen in Tweede klasse amateurs en in mei 2023 kampioen in Eerste Nationale 2022-2023.
In maart 2023 haalde hij zijn UEFA Pro License-trainersdiploma.

## Politiek
Bij de gemeenteraadsverkiezingen in 2012 stond Stijnen als onafhankelijke kandidaat op de lokale Hasseltse lijst Helemaal Hasselt, de open stadslijst van sp.a, Groen en onafhankelijken. Oppositiepartij CD&V hekelde het verband tussen een subsidie die zijn ploeg kreeg van de stad en zijn komst als wit konijn op de stadslijst. Stijnen haalde voldoende stemmen binnen om als gemeenteraadslid te worden verkozen.
In de zomer van 2014 moest hij zijn mandaat echter vroegtijdig stopzetten. Volgens de FOD Binnenlandse Zaken had hij Hasselt niet als hoofdverblijfplaats, maar Nieuwerkerken, waar zijn vrouw en kinderen ingeschreven zijn.

## Privé
Stijnen is de zoon van Jean-Pierre Stijnen, die zelf voetbalde bij KSC Hasselt en Berchem Sport. Zijn moeder is een Italiaanse.

## Statistieken
| Seizoen | Club         |                 | Competitie    | Competitie | Competitie | Supercup | Supercup | Beker | Beker | Europees | Europees | Totaal | Totaal |
| Seizoen | Club         | Wed.            | Competitie    | Dlp.       | Wed.       | Dlp.     | Wed.     | Dlp.  | Wed.  | Dlp.     | Wed.     | Dlp.   |        |
| ------- | ------------ | --------------- | ------------- | ---------- | ---------- | -------- | -------- | ----- | ----- | -------- | -------- | ------ | ------ |
| 2000/01 | Club Brugge  | Vlag van België | Eerste klasse | 0          | 0          | —        | —        | 0     | 0     | 0        | 0        | 0      | 0      |
| 2001/02 | Club Brugge  | Vlag van België | Eerste klasse | 0          | 0          | —        | —        | 0     | 0     | 0        | 0        | 0      | 0      |
| 2002/03 | Club Brugge  | Vlag van België | Eerste klasse | 2          | 0          | 1        | 0        | 2     | 0     | 0        | 0        | 5      | 0      |
| 2003/04 | Club Brugge  | Vlag van België | Eerste klasse | 0          | 0          | 1        | 0        | 0     | 0     | 0        | 0        | 1      | 0      |
| 2004/05 | Club Brugge  | Vlag van België | Eerste klasse | 1          | 0          | 1        | 0        | 2     | 0     | 1        | 0        | 5      | 0      |
| 2005/06 | Club Brugge  | Vlag van België | Eerste klasse | 15         | 0          | 0        | 0        | 0     | 0     | 3        | 0        | 18     | 0      |
| 2006/07 | Club Brugge  | Vlag van België | Eerste klasse | 27         | 0          | —        | —        | 5     | 0     | 7        | 0        | 39     | 0      |
| 2007/08 | Club Brugge  | Vlag van België | Eerste klasse | 31         | 0          | 1        | 0        | 2     | 0     | 2        | 0        | 36     | 0      |
| 2008/09 | Club Brugge  | Vlag van België | Eerste klasse | 31         | 0          | —        | —        | 1     | 0     | 6        | 0        | 38     | 0      |
| 2009/10 | Club Brugge  | Vlag van België | Eerste klasse | 36         | 0          | —        | —        | 3     | 0     | 11       | 0        | 50     | 0      |
| 2010/11 | Club Brugge  | Vlag van België | Eerste klasse | 12         | 0          | —        | —        | 0     | 0     | 4        | 0        | 16     | 0      |
| 2011/12 | Beerschot AC | Vlag van België | Eerste klasse | 13         | 0          | —        | —        | 0     | 0     | —        | —        | 13     | 0      |
| 2012/13 | Beerschot AC | Vlag van België | Eerste klasse | 20         | 0          | —        | —        | 0     | 0     | —        | —        | 20     | 0      |
| TOTAAL  | TOTAAL       | TOTAAL          | TOTAAL        | 188        | 0          | 4        | 0        | 15    | 0     | 34       | 0        | 241    | 0      |

## Palmares
| Nationaal             |    |                                                |
| Belgisch kampioen     | 2x | 2003, 2005                                     |
| Beker van België      | 3x | 2002, 2004, 2007                               |
| Belgische Supercup    | 4x | 2002, 2003, 2004, 2005                         |
| Trofee Jules Pappaert | 1x | 2005                                           |
| Vriendschappelijk     |    |                                                |
| Brugse Metten         | 8x | 2000, 2001, 2004, 2006, 2007, 2008, 2009, 2011 |